# جيمس أفيري (مشرع)
جيمس أفيري (بالإنجليزية: James Avery)‏ هو مشرع أمريكي، ولد في 1620 في كورنوال في المملكة المتحدة، وتوفي في 18 أبريل 1700 في Groton, Connecticut ‏ في الولايات المتحدة.